# Manfred Bender
Manfred Bender (Monaco di Baviera, 24 maggio 1966) è un allenatore di calcio, dirigente sportivo ed ex calciatore tedesco, di ruolo centrocampista.

## Palmarès

### Giocatore

#### Competizioni nazionali
- Campionato tedesco: 1

Bayern Monaco: 1989-1990
- Supercoppa di Germania: 1

Bayern Monaco: 1990